# Kento Tachibanada
Kento Tachibanada (橘田 健人?, Tachibanada Kento; Kirishima, 29 maggio 1998) è un calciatore giapponese, centrocampista del Kawasaki Frontale.

## Carriera
Inizia a giocare al liceo con la Kamimura Gakuen High School e successivamente all'università con la Toin University di Yokohama. Dal giugno 2020 al gennaio 2021 è stato in prestito al Kawasaki Frontale. Al termine del prestito, viene riscattato dai nerazzurri. Fa il suo esordio nella massima serie giapponese il 26 febbraio 2021 in casa contro lo Yokohama F·Marinos, sostituendo il brasiliano João Schmidt al 64'.

## Statistiche

### Presenze e reti nei club
Statistiche aggiornate al 9 dicembre 2023.
| Stagione                           | Club                               | Campionato                         | Campionato | Campionato | Coppe nazionali | Coppe nazionali | Coppe nazionali | Coppe continentali | Coppe continentali | Coppe continentali | Altre coppe | Altre coppe | Altre coppe | Totale | Totale |
| Stagione                           | Club                               | Comp                               | Pres       | Reti       | Comp            | Pres            | Reti            | Comp               | Pres               | Reti               | Comp        | Pres        | Reti        | Pres   | Reti   |
| ---------------------------------- | ---------------------------------- | ---------------------------------- | ---------- | ---------- | --------------- | --------------- | --------------- | ------------------ | ------------------ | ------------------ | ----------- | ----------- | ----------- | ------ | ------ |
| 2019                               | Tōin University of Yokohama        | -                                  | -          | -          | CG              | 2               | 0               | -                  | -                  | -                  | -           | -           | -           | 2      | 0      |
| 2020                               | Tōin University of Yokohama        | -                                  | -          | -          | CG              | 2               | 0               | -                  | -                  | -                  | -           | -           | -           | 2      | 0      |
| Totale Tōin University of Yokohama | Totale Tōin University of Yokohama | Totale Tōin University of Yokohama | -          | -          |                 | 4               | 0               |                    | -                  | -                  |             | -           | -           | 4      | 0      |
| 2020                               | Kawasaki Frontale                  | J1                                 | 0          | 0          | CG+CdL          | 0               | 0               | -                  | -                  | -                  | -           | -           | -           | 0      | 0      |
| 2021                               | Kawasaki Frontale                  | J1                                 | 29         | 0          | CG+CdL          | 5+2             | 1+0             | ACL                | 6                  | 4                  | SG          | 1           | 0           | 43     | 5      |
| 2022                               | Kawasaki Frontale                  | J1                                 | 32         | 2          | CG+CdL          | 1+2             | 0               | ACL                | 6                  | 0                  | SG          | 0           | 0           | 41     | 2      |
| 2023                               | Kawasaki Frontale                  | J1                                 | 30         | 2          | CG+CdL          | 6+3             | 1+0             | ACL                | 5                  | 2                  | -           | -           | -           | 44     | 5      |
| Totale Kawasaki Frontale           | Totale Kawasaki Frontale           | Totale Kawasaki Frontale           | 91         | 4          |                 | 19              | 2               |                    | 17                 | 6                  |             | 1           | 0           | 128    | 12     |
| Totale carriera                    | Totale carriera                    | Totale carriera                    | 91         | 4          |                 | 23              | 2               |                    | 17                 | 6                  |             | 1           | 0           | 132    | 12     |

## Palmarès

### Club

#### Competizioni nazionali
- Campionato giapponese: 2

Kawasaki Frontale: 2020, 2021
- Coppa dell'Imperatore: 2

Kawasaki Frontale: 2020, 2023
- Supercoppa del Giappone: 2

Kawasaki Frontale: 2021, 2024